# CBS Records (2006)
CBS Records fue un sello discográfico fundado por CBS Corporation en 2006 y el segundo oficial de la compañía para aprovecharse de música desde sus propiedades de entretenimiento producidas y distribuidas por CBS Television Studios. El nombramiento inicial de este sello constaba de sólo tres artistas: la banda de rock Señor Happy y los cantantes/compositores Will Dailey y P. J. Olsson.
Esta encarnación del sello depende principalmente de distribución digital, como iTunes, y ventas directas desde su propio sitio web. Sin embargo, ha firmado en un acuerdo para distribuir discos compactos a través de RED Distribution, una subsidiaria de Sony Music Entertainment que anteriormente era propiedad de CBS Inc. El nuevo CBS Records tiene su sede en CBS Television City en Los Ángeles.
La encarnación previa originó a principios de los años 1960: Los productos de Columbia Records fueron publicados bajo la etiqueta de CBS Records fuera de los Estados Unidos y Canadá. Esto fue necesario, porque EMI era propietario de otro sello discográfico del mismo nombre—la Columbia Gramophone Company, que operó en cada mercado excepto por América del Norte, España, y Japón. La CBS vendió la compañía discográfica a Sony Corporation of America en 1988. En 1991, el sello discográfico CBS Records fue oficialmente renombrado como Columbia Records, y la compañía anteriormente conocida como CBS Records fue renombrada como Sony Music Entertainment.